# 小日向えり (ナレーター)
小日向 えり（こひなた えり、1980年11月18日 - ）は、日本の女性ナレーター、声優。東京俳優生活協同組合所属。日本大学芸術学部演劇学科卒業。

## 人物
プロの声優を目指すため文化放送『智一・美樹のラジオビッグバン』のアシスタント第5期BGP（アシスタント）に応募し合格。約1年間の活動の後、演技の勉強をし芸能界デビューを果たした。
BGP時代はこひなたえり名義で活動を行い、当時のメンバーでアイドルユニット「Kisty」を結成。メンバーの中で小日向が最年長ということもあってリーダーを務めることとなる。
特技は、平泳ぎ・好感接客。趣味は、三線・ホットヨガ・イラスト・海外ドラマの視聴・カフェ巡り。

## 出演作品

### テレビ
- カミングスーンガイド（カミングスーンTV） - ナビゲーター
- 東京ディズニーリゾート VP（ビデオパッケージ）（オリエンタルランド）
- L4 YOU!（テレビ東京） - ナレーション

### ラジオ
- 智一・美樹のラジオビッグバン（第5期BGP　2005年11月 - 2006年9月）
- KistyのKisty Time（2006年〜2006年7月2日、BBQR）　-　パーソナリティ
- こひなたえりのLunchTime Music Treats（2006年10月〜2006年12月、文化放送サテライトスタジオ）　-　パーソナリティ
- NACK ON TOWN（NACK 5） - レポーター
- Hits! The Town（NACK 5） - 特番時のレポーター
- A&G 超RADIO SHOW〜アニスパ!〜 （2006年3月18日、第103回）Kistyとして
- ポアロのあと何分あるの?（2006年4月3日）Kistyとして
- SELECTIVE SUNDAY（TOKYO FM、2016年8月14日 - 9月25日）
- EARTH RECORDS（TOKYO FM）
- docomo LOVE Family（TOKYO FM）スマホのスーちゃんとして

### CD
- 「恋人は……（テンテンテン）」（Kisty名義）